# Ильино (Рыбинский район)
В Ярославской области есть ещё одна деревня Ильино, в Ярославском районе. В Октябрьском сельском поселении Рыбинского района есть ещё две деревни с похожим названием Ильинское.
Ильино – деревня в Макаровском сельском округе Судоверфского сельского поселения Рыбинского района Ярославской области .
Деревня расположена на левом берегу Фоминского ручья, недалеко от его впадения в  Волгу, между Рыбинским кабельным заводом и ручьём. Деревня находится в городском окружении – к юго-востоку от неё, город Рыбинск, а к северо-западу – посёлок городского типа Переборы, который в настоящее время включен в состав города. С противоположной стороны ручья деревни. Макарово, Ануфриево и Стерлядево. Автомобильная дорога Рыбинск–Переборы проходит к западу от деревни. Около дороги, на этом же берегу Фоминского ручья, выше по течению – небольшая церковь Александра Невского, построенная в начале XX века  и кладбище .
На 1 января 2007 года в деревне числилось 4 постоянных жителя . Деревня обслуживается почтовым отделением Рыбинск-16 (Переборы), по почтовым данным в деревне 10 домов .